# Salmophasia phulo
Salmophasia phulo és una espècie de peix cipriniforme de la família dels ciprínids.